# Carolina Bello
Carolina Bello (Montevideo, 27 de abril de 1983) es una escritora uruguaya.

## Biografía
Bello es técnica en comunicación social, con un postgrado en crítica de arte. Cursó la Licenciatura en Letras en la Facultad de Humanidades y Ciencias de la Educación (Universidad de la República). Mantuvo durante tres años (2005-2008) el blog Escrito en la ventanilla; del que surgió el primer libro uruguayo impreso originado de un Blog. Como periodista ha colaborado en distintas publicaciones, como Deltoya, Cine Bizarro, Zona Freak, 33 Cines, Ya te conté, El Boulevard y La Diaria. Fue columnista de la revista uruguaya de periodismo Narrativo Quiroga.En 2016 y 2017 impartió clases sobre crónica narrativa en la Facultad de Información y Comunicación (Universidad de la República). Actualmente escribe en la revista argentina ArteZeta y mantiene su blog Por la noche callada. En 2016 ganó el premio Gutenberg, entregado por la Unión Europea y Fin de Siglo, por su novela Urquiza. Desde 2018 a 2021 trabajó como guionista para cine documental en Medio & Medio Films donde realizó la investigación periodística y coguionó Bajofondo: La película (a 2020 en proceso de filmación), Armenia: Somos nuestras Montañas -Ganador en la categoría “Work in progress” del Festival de Cine de Guadalajara en Los Ángeles (FICGLA 2019)-, entre otros proyectos. En 2020 su libro Oktubre (Estuario, 2018) fue incluido en el Programa de Literatura Uruguaya II de la Facultad de Humanidades y Ciencias de la Educación (Universidad de la República), recibió la mención por Narrativa Obra édita del Premio Nacional de Literatura 2020 y ganó la Beca Justino Zavala Muniz para creadores en la categoría de Letras del Ministerio de Educación y Cultura de Uruguay. En 2021 publicó su novela El resto del mundo rima, elegida para formar parte del Mapa de las lenguas 2022, una iniciativa que le permitirá ser publicada en todos los países de habla hispana. 

## Obra
- Escrito en la ventanilla (Montevideo, Irrupciones Grupo Editor, 2011).
- Saturnino (Maldonado, Trópico Sur Editor, 2013).
- Urquiza (Montevideo, Fin de Siglo, 2016).[9]
- Viejas bravas (coautora; Montevideo, Palabra Santa, 2017).[10]
- Oktubre (Montevideo, Estuario, 2018).[11]
- Un monstruo con la voz rota (Buenos Aires, añosluz editora, 2020).[12]
- El resto del mundo rima (Montevideo, Penguin Random House, 2021).[13]
- Los niños se ahogan en silencio (Montevideo, Fin de Siglo, 2024).[14]

Algunos de sus cuentos han integrado varias antologías y revistas literarias: Neues vom Fluss (Berlín, Lettrétage, 2010), antología alemana de escritores jóvenes latinoamericanos; 22 mujeres (Montevideo, Irrupciones Grupo Editor, 2012); Fóbal (Montevideo, Estuario, 2013); Hispamérica, revista estadounidense (2014); Negro (Montevideo, Estuario, 2016); Antología de narrativa joven uruguaya (La Habana, 2016), Casa (La Habana, 2016), revista cubana; Cuentos de la peste (Montevideo, Fin de Siglo, 2020) e Historias asombrosas de gatos II (Santiago de Chile, Fundación Adopta, 2020).

## Influencias
- John Fante
- Raymond Carver
- Horacio Quiroga
- Martín Caparrós
- Rodolfo Walsh
- Clarice Lispector